# Lew Gumilow

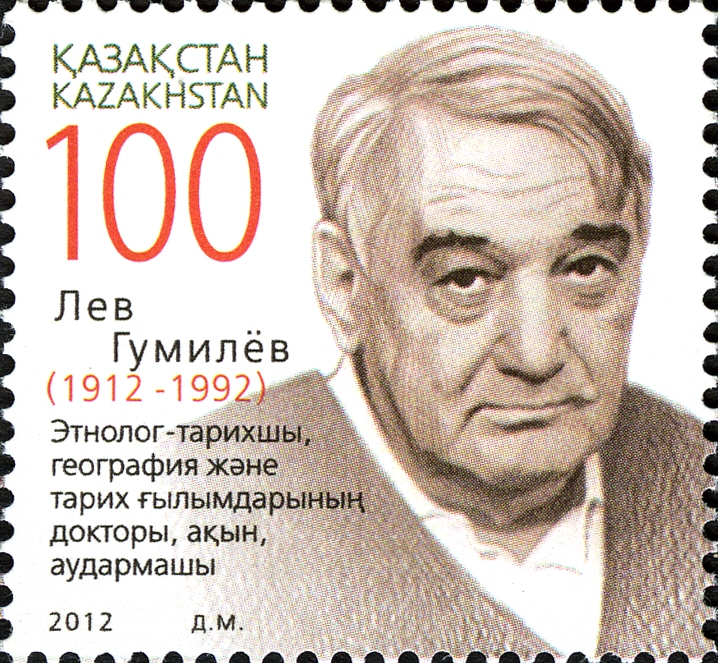
Lew Gumilow na znaczku pocztowym Kazachstanu

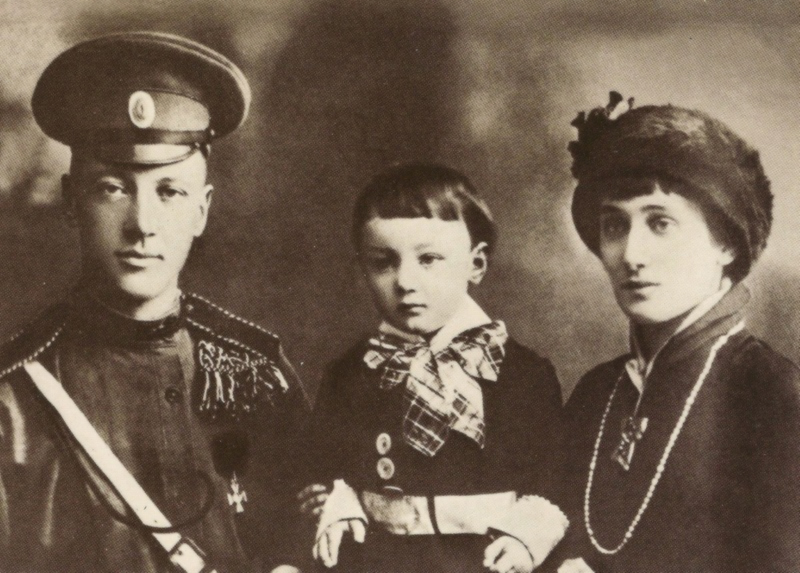
Nikołaj Gumilow, Lew Gumilow, Anna Achmatowa (1913)

Lew Nikołajewicz Gumilow (ros. Лев Николаевич Гумилёв, ur. 18 września?/1 października 1912 w Petersburgu, zm. 15 czerwca 1992 w Sankt Petersburgu) – rosyjski historyk, geograf, etnolog i orientalista. Teoretyk eurazjatyzmu.

## Życiorys
Syn Nikołaja Gumilowa i Anny Achmatowej.
W 1933 aresztowany po raz pierwszy i po kilku dniach zwolniony. W 1934 wstąpił na Uniwersytet Leningradzki. W 1935 został wydalony i aresztowany „za związek z grupą przestępczą N.N. Punina”, zwolniono go jednak m.in. na skutek prośby Achmatowej u Stalina. W 1937 został przywrócony na uczelnię, a w 1938 po raz trzeci aresztowany i skazany na 10 lat pobytu w obozie koncentracyjnym (łagrze) (w 1939 wyrok skrócono do 5 lat). W 1944 (II wojna światowa) zgłosił się na ochotnika do służby w Armii Czerwonej, z którą dotarł do Berlina. W 1946 ukończył Wydział Historyczny jako eksternista, po czym rozpoczął aspiranturę. W 1947 został skreślony z listy studentów. W 1948 udało mu się obronić pracę doktorską (w ZSRR określaną jako dysertacja kandydacka). W 1949 został ponownie aresztowany i osadzony w łagrze na 10 lat. Zwolniony w 1956. W 1961 napisał swoją pierwszą pracę habilitacyjną, po czym wykładał etnologię na Wydziale Geografii Uniwersytetu Leningradzkiego. W 1974 obronił drugą pracę habilitacyjną.

## Wybrane publikacje
- Od Rusi do Rosji. Warszawa: Państwowy Instytut Wydawniczy, 2004, s. 318. ISBN 83-89700-04-2. (tekst rosyjski)
- Dzieje dawnych Turków. Warszawa: Państwowy Instytut Wydawniczy, 1972, s. 524.
- Śladami cywilizacji Wielkiego Stepu. Warszawa: Państwowy Instytut Wydawniczy, 2004, s. 370. ISBN 83-89700-14-X.
- Dzieje etnosów Wielkiego Stepu. Kraków: Oficyna Literacka, 1997, s. 103. ISBN 83-7124-074-0.